# IC 3719
IC 3719 је спирална галаксија у сазвјежђу Дјевица која се налази на листи објеката дубоког неба у Индекс каталогу.
Деклинација објекта је + 8° 6' 24" а ректасцензија 12h 44m 47,7s. Привидна величина (магнитуда) објекта IC 3719 износи 14,6 а фотографска магнитуда 15,4. IC 3719 је још познат и под ознакама CGCG 43-16, VCC 2007, PGC 42947.